# Pour don Carlos
Pour Don Carlos   è un film del 1921 diretto da Musidora e Jacques Lasseyne ed è la produzione più importante della Société des Films Musidora (fondata il 10 dicembre 1919). 

## Trama
La storia si svolge in Spagna al tempo della terza guerra carlista; teatro di battaglia sono le  province spagnole dei paesi baschi che nel 1873 si sollevarono contro il governo centrale di Madrid tenendolo in scacco fino alla primavera del 1876, quando le truppe liberali tornarono padrone del territorio costringendo i carlisti a ritirarsi sui Pirenei. Ma questa è la storia, si legge nei sottotitoli di testa, il film tratta di una storia di tenerezza e abnegazione, la storia della vita e della morte di Allegria Petchart. La protagonista Allegria entra in scena presentandosi in azione di spalle mentre si prepara ad accogliere Olivier de Preneste, nuovo sottoprefetto a Villeleon, proveniente da Parigi, dove aveva lasciato la fidanzata, M.lle Petit-Jean, aspettando di essere da lei raggiunto accompagnata dalla fedele Lucile in una fuga romantica finalizzata al matrimonio. Oliver, appena presa stanza alla sottoprefettura, viene ringraziato per l’ospitalità da militari mai visti prima che si dirigono contro i carlisti. Essendo il giovane appena arrivato comprende che qualcuno ha fatto inviti evidentemente in sua vece. In effetti presto si rende conto di essere più che altro prigioniero in balia dei carlisti, a cominciare dall’orgoglioso e minaccioso segretario Arquillo che l’aveva accolto e soprattutto della misteriosa donna in assetto di battaglia che si rivela essere Allegria Petchart. Costei lo convoca nel suo ufficio e le dice chiaramente che lui era nelle loro mani al servizio del loro re. Alla domanda di Oliver di quale re si trattasse Allegria risponde sprezzante Carlo VII re di tutta la Spagna, il celebre Don Carlos. La donna minaccia l’uomo di stare dalla loro parte, con le buone o con le cattive e lo imprigiona. Frattanto da Parigi arriva la fidanzata di Oliver accompagnata da Lucile. M.lle Petit-Jean e Allegria arrivano a un complice compromesso il che renderà a Oliver autonomia e libertà nei movimenti, libertà che mette in atto abbandonando la sua posizione per mettersi alla ricerca della fidanzata che si era unita ad Allegria sotto la bandiera e gli ideali del carlismo cosa che farà anche Oliver.  Costui entra in contatto con la cultura dei baschi, assiste a uno spettacolo di cantastorie in mezzo a un popolo unito e fiero, mentre, da un’altra parte, si tempera il carattere di Lucile e sboccia la femminilità della soldatessa Allegria, descritta da un popolano ad Oliver  come l’anima dell’armata carlista, più ascoltata di un generale. Oliver va a trovare Allegria, ella lo informa che la fidanzata è a un ballo nelle sale reali. Se non vuole  perdere anche la fidanzata, dopo aver perso la sua posizione, Allegria consiglia a Oliver di scendere in campo direttamente con le truppe dei carlisti visto cha la sua fidanzata è oramai coinvolta completamente alla loro causa, cosa che il giovane recepisce subito comunicando questa  scelta visivamente, indossando il berretto basco. Intanto la figlia di Pedro Petchart sente crescere dentro di  sé un sentimento diverso da quello del dovere, la metamorfosi da soldatessa a donna fatale stregata da nuove sensazioni  emerge alla vista. Mr de Preneste si unisce a Mr de Magnoac, vecchio carlista in declino, per una missione disperata dove quest’ultimo perderà la vita a mezzo fucilazione dopo la cattura. De Preneste la scampa in quanto salvato da Allergia che era penetrata nel campo nemico. Si fa ricevere dal comandante Ibanes  al quale, dopo avergli consegnato l’anello del figlio morente incontrato sul campo di battaglia come lasciapassare, chiede di essere ricevuta dal generale Gilimar  per domandargli la libertà di M. Olivier de Preneste prigioniero francese. Al diniego del comandante Allegria passa al ricatto sul figlio ferito, Ramire. Allegria, sempre più donna fatale, scalza con un semplice saio addosso che sottolinea le sue forme femminili, i capelli lunghi e arruffati, è ricevuta dal generale. Implacabile la donna lo seduce e, resolo in tal modo stordito, lo uccide dopo avergli fatto firmare il documento per la liberazione di de Preneste che poi viene rimandato in Francia attraverso i contatti della stessa Allegria la cui passione emerge nell’altruismo e nella sensualità travolgente. Una taglia viene indirizzata contro i due nella pubblica piazza. Conchita, la ragazzina del pastore che stava proteggendo la coppia, aggiorna Allegria sulla taglia e quindi viene indirizzata al Castello dei pirati dopo che il pastore le consegna un fucile. Monsieur de Preneste nascosto su un carro viene diretto verso la Francia e mentre a Biarritz i fidanzati si ritrovano riuniti scortati dalla guardia del corpo di Allegria, costei viene uccisa dai soldati repubblicani dopo essere stata denunciata da una spia. Onorata dal pastore e da Conchita, viene sepolta nella nuda terra come confondendosi con essa in una scena che contrasta con il triste lieto fine della riunione dei due fidanzati, M.lle Petit-Jean e Mr de Preneste, nell’attesa impossibile di Allegria.

## Produzione
Pour Don Carlos è la più importante produzione della Société des Films Musidora (fondata il 10 dicembre 1919). Jacques Lasseyne, accreditato come co regista, contribuì al finanziamento del film. Definita leggendaria in quando regista, il film Pour Don Carlos è stato segnalato tra i suoi più rappresentativi.
Film restaurato nel 2019 a cura della Cinémathèque de Toulouse, la Cinémathèque française e il San Francisco Silent Film Festival, con il sostegno della Filmoteca Vasca, del Museo del Carlismo, les Amis di 
Pierre Benoît, les Amis de Musidora e l'Immagine Ritrovata.